# Иконопочитание
Иконопочитанието в християнството представлява отдаването на почит към икона като свещено изображение. То е догмат във вселенската църква, установен на VII вселенски събор в Никея през 787 г. Честването и поклонението пред икона, според учението установено от събора, не представлява служение, нито отдаване на почит към материалите на иконата – дървото, грунда, боите, – а към изобразения на самата икона. Това е и основната разлика между иконопочитанието и идолопоклонничеството, при което се обожествява и се служи на самия бездушен, сътворен от човека предмет. Според християнската традиция иконите разкриват реалността, която изобразяват, тоест една икона разкрива даден аспект на някой светец или събитие, които са реално съществували, докато кумирите (идолите) са плод на човешкото въображение.
Преди приемането на догмата от Втория Никейски събор във Византия някои хора изповядват култ към иконите. Това поражда радикалната реакция в лицето на религиозно-политическото движение известно като иконоборство, което освен към злоупотребите с иконите се обявило против почитането им въобще. Редица византийски императори подкрепяли тази ерес по социално-икономически и политически причини.
Според църковната история цариградският патриарх Герман I е първият, който се възпротивява на иконоборството. По това време на византийския престол стоял василевса Лъв Исаврянин (Лъв III, 717 – 741 г.), родоначалник на сирийската династия, останал в историята като владетеля, който започнал борбата с иконопочитанието. Действителната политическа цел на императора била присвояването на поне част от поземлените владения и материални богатства на църквата, за да се пренасочат те за издръжката и оборудването на стратиотската войска. Друга цел за това било пресичането на юдейската, ислямската, манихейската, монофизитската и др. пропаганда, според които иконопочитанието било идолопоклонничество.
След като Герман I е принуден да напусне патриаршеския дом и да се отдаде на монашество в манастир, защитата на иконите поема преп. Йоан Дамаскин, който пише три слова в защита на иконите.
До въвеждането на иконопочитанието в християнството основни символни изображения на Христос са Агнецът и рибата.